# Campionato sudamericano femminile di pallacanestro 2016
Il 35º Campionato dell'America Meridionale Femminile di Pallacanestro (noto anche come FIBA South American Championship for Women 2016) si è svolto dal 20 al 26 maggio 2016 a Barquisimeto, in Venezuela. Il torneo è stato vinto dalla nazionale brasiliana.

## Squadre partecipanti
- Argentina
- Brasile
- Cile
- Colombia
- Ecuador
- Paraguay
- Perù
- Uruguay
- Venezuela

## Classifica finale
| Pos | Squadra   | |
| --- | --------- | --- |
|     | Brasile   | Brasile4 Patty, 5 Tainá, 6 Joice, 7 Palmira, 8 Iziane, 9 Jaqueline, 10 Tati, 11 Êga, 12 Karina, 13 Nádia, 14 Gil, 15 Kelly, All. Antônio Barbosa                              |
|     | Venezuela | Venezuela4 Landaeta, 5 Silva, 6 Corrales, 7 García, 8 Márquez, 9 Wallen, 10 Ortega, 11 Durán, 13 Gárate, 14 Pérez, 15 Renault, 16 Rivas, All. Óscar Silva                     |
|     | Colombia  | Colombia4 Mendoza, 5 Prens, 6 Delgado, 7 Tapias, 8 Ríos, 9 Palacio, 10 Martínez, 11 Venté, 12 Muñoz, 13 Torres, 14 Cordoba, 15 Mosquera, All. Luis Cuenca                     |
| 4   | Argentina | Argentina4 Rosset, 5 Santana, 6 Llorente, 7 Cabrera, 8 Boquete, 9 Fiorotto, 10 Burani, 11 Gretter, 12 Pavón, 17 Vega, 20 Flores, 21 Thomas, All. Cristian Santander           |
| 5   | Paraguay  | Paraguay4 Peña, 5 Mercado, 6 Pérez, 7 Hüttemann, 8 Quevedo, 9 Torres, 10 T. Insfrán, 11 Caraves, 12 Gómez, 13 Niz, 14 R. Insfrán, 15 Cárdenas, All. Jorge Elorduy             |
| 6   | Ecuador   | Ecuador4 Patiño, 5 Caicedo, 6 Moreira, 7 Angulo, 8 Vinueza, 9 Salcedo, 10 Gencón, 11 Yépez, 13 Lasso, 14 Santamaría, 16 Figueroa, All. Luciano Martínez                       |
| 7   | Cile      | Cile4 Salvatierra, 5 Videla, 6 Bermúdez, 7 Koljanin, 8 Morales, 9 Mari. Gamboa, 10 Cousiño, 11 Fuentes, 12 Abuyeres, 13 Gómez, 14 Marc. Gamboa, 15 Angotzi, All. Mario Negrón |
| 8   | Perù      | Perù4 Bellatín, 5 Espinoza, 6 Porras, 7 García, 8 Farfán, 9 Mansilla, 10 Vera, 11 Duarte, 12 Cosmopolis, 13 Vega, 14 Ortiz, 15 Protto, All. Mariano Yvanicki                  |
| 9   | Uruguay   | Uruguay4 Tovagliari, 5 Martinelli, 6 Döring, 7 López, 8 Sergio, 9 Pereyra, 10 Panetta, 11 Bello, 12 Ezquiaga, 13 Dibarboure, 14 Dagnino, 15 Somma, All. Alejandro Álvarez     |